# Drenatge Kher
El drenatge Kher o tub en T, es un drenatge específic per la descompressió del colèdoc després de la cirurgia biliar. S'utilitza des de fa més d'un segle.
Es tracta d'un tub tou amb forma de T de diferents mides. Els extrems curts serveixen per canalitzar la via biliar, s' insereixen en el colèdoc i el conducte hepàtic, i l'extrem llarg, surt a l'exterior a través de la paret abdominal mitjançant una incisió.3
Assegura el pas de la bilis al colèdoc, i així evita que es produeixi un increment de la pressió en les vies biliars si es produeix alguna complicació postoperatòria. Una part del dèbit drenat, passa en direcció al duodè, mentre que la resta, surt a l'exterior a través del tub. Permet el drenatge de la bilis a l'exterior.²
És un drenatge passiu que actua per gravetat. Es connecta a un sistema de recol·lecció tancat i estèril i es col·loca per sota del nivell del malalt.¹

## Possibles complicacions
- Fístula biliar externa: sortida d'una quantitat significativa i que no cessa espontàniament de bilis a través del drenatge.
- Biloma: col·lecció de bilis habitualment pròxima a la zona de fuga biliar.
- Ascites biliar: acumulació de bilis amb exsudat peritoneal reactiu.
- Peritonitis biliar: resultat de la irritació d'origen químic induïda per la fuga d'una gran quantitat de bilis a la cavitat peritoneal o d'una bilis contaminada.
- Sortida de bilis o sang al voltant de l'orifici del drenatge.
- Obstrucció del tub.
- Trencament del tub.4

## Retirada del drenatge
Prèviament a la retirada del drenatge, s'ha de pinçar de manera intermitent fins a aconseguir mantenir el drenatge pinçat de forma continua. Una vegada aconseguit aquest pas es realitzarà una colangiografia per comprovar la normalitat i el correcte funcionament del colèdoc. Si la prova surt be, es retirarà el drenatge de forma definitiva.3